# Vittoria Salvini
Pour les articles homonymes, voir Salvini.
Vittoria Salvini, née le 14 septembre 1965 à Bergame, est une coureuse de fond italienne spécialisée en course en montagne. Elle a terminé deuxième du Grand Prix WMRA 2005, a remporté la médaille de bronze aux championnats d'Europe de course en montagne 2006 et est triple championne d'Italie de course en montagne.

## Biographie
Elle se fait remarquer en 2002 en remportant le titre de championne d'Italie de course de relais en montagne avec Maura Trotti ainsi que le titre de championne individuelle d'Italie de course en montagne.
Elle effectue une excellente saison 2005. Elle remporte les victoires aux courses de la Montagne Olimpiche et du Challenge Stellina. Elle est alors parmi les favorites pour remporter le Grand Prix WMRA. Elle termine la saison en beauté en remportant la finale au Brandenkopf mais la Polonaise Izabela Zatorska termine deuxième et remporte le Grand Prix pour 25 points. Vittoria décroche également son deuxième titre national.
Le 9 juillet 2006, alors qu'Anna Pichrtová s'envole en tête lors de la course féminine des championnats d'Europe de course en montagne à Úpice, Vittoria effectue une excellente course et termine sur la troisième marche du podium. Avec Maria Grazia Roberti septième et Monica Morstofolini huitième, elle décroche également la médaille d'or par équipes.
Elle remporte son troisième titre national de course en montagne en 2007. En 2008, elle remporte à nouveau le titre de championne d'Italie de course de relais en montagne avec Elisa Desco.

## Palmarès

### Course en montagne
| no  | féminin            | Course                                      | Longueur | Départ            | Temps       |
| --- | ------------------ | ------------------------------------------- | -------- | ----------------- | ----------- |
| 9e  | 9e                 | Championnats d'Europe de course en montagne | 8 km     | 7 juillet 2002    | 44 min 9 s  |
| 7e  | 7e                 | Championnats d'Europe de course en montagne | 8 km     | 6 juillet 2003    | 45 min 42 s |
| 3e  | Médaille de bronze | Grand Prix Montagne Olimpiche               | 8,4 km   | 31 août 2003      | 34 min 41 s |
| 1re | Médaille d'or      | Scalata dello Zucco                         | 4 km     | 11 juillet 2004   | 24 min 41 s |
| 5e  | 5e                 | Championnats d'Europe de course en montagne | 10 km    | 10 juillet 2003   | 45 min 42 s |
| 1re | Médaille d'or      | Trofeo Montagne Olimpiche                   | 8,4 km   | 31 juillet 2005   | 38 min 1 s  |
| 1re | Médaille d'or      | Challenge Stellina                          | 8,1 km   | 21 août 2005      | 49 min 32 s |
| 6e  | 6e                 | Trophée mondial de course en montagne       | 9,1 km   | 25 septembre 2005 | 42 min 56 s |
| 1re | Médaille d'or      | Course de montagne du Brandenkopf           | 9,5 km   | 8 octobre 2005    | 43 min 24 s |
| 1re | Médaille d'or      | Mémorial Bianchi                            | 5 km     | 28 mai 2006       | 20 min 23 s |
| 3e  | Médaille de bronze | Championnats d'Europe de course en montagne | 7,74 km  | 9 juillet 2006    | 43 min 32 s |
| 5e  | 5e                 | Trophée mondial de course en montagne       | 8,4 km   | 10 septembre 2006 | 49 min 19 s |
| 7e  | 7e                 | Championnats d'Europe de course en montagne | 8,5 km   | 8 juillet 2007    | 54 min 31 s |

### Route
| Année | Compétition                  | Lieu           | Place | Épreuve       | Temps           |
| ----- | ---------------------------- | -------------- | ----- | ------------- | --------------- |
| 2003  | Semi-marathon du Tessin      | Tenero         | 1re   | Semi-marathon | 1 h 15 min 20 s |
| 2004  | Semi-marathon du Tessin      | Tenero         | 1re   | Semi-marathon | 1 h 17 min 50 s |
| 2005  | Semi-marathon de Crémone     | Crémone        | 2e    | Semi-marathon | 1 h 14 min 46 s |
| 2006  | Semi-marathon de Bergame     | Bergame        | 1re   | Semi-marathon | 1 h 16 min 41 s |
| 2006  | Semi-marathon Garda Trentino | Riva del Garda | 2e    | Semi-marathon | 1 h 16 min 27 s |
| 2007  | Pasquetta Sportiva           | Gualtieri      | 3e    | 10 kilomètres | 35 min 56 s     |
| 2007  | Semi-marathon de Bergame     | Bergame        | 1re   | Semi-marathon | 1 h 18 min 32 s |

## Records
| Épreuve       | Performance     | Date            | Lieu           |
| ------------- | --------------- | --------------- | -------------- |
| 1 500 mètres  | 4 min 42 s 87   | 27 mai 2007     | Bergame        |
| 3 000 mètres  | 9 min 43 s 73   | 25 juillet 2000 | Nembro         |
| 5 000 mètres  | 16 min 47 s 36  | 6 juin 2007     | Bergame        |
| 10 000 mètres | 35 min 35 s 6   | 2 avril 2000    | Cornate d'Adda |
| 5 kilomètres  | 17 min 0 s      | 6 août 2006     | Zogno          |
| 10 kilomètres | 35 min 21 s     | 14 mai 2006     | Milan          |
| Semi-marathon | 1 h 14 min 46 s | 16 octobre 2005 | Crémone        |